# Brachystomella quadrituberculata
Brachystomella quadrituberculata is een springstaartensoort uit de familie van de Brachystomellidae. De wetenschappelijke naam van de soort is voor het eerst geldig gepubliceerd in 1905 door Becker.